# Emil Mattiesen
Emil Mattiesen   (Tartu, 24 de gener de 1875 - Rostock, 25 de desembre de 1939) va ser un músic, pedagog, compositor i filòsof alemany del Bàltic. Va compondre lieder, cicles de cançons, balades, música de cambra i música per a orgue, però és més conegut per les obres estàndard en alemany sobre parapsicologia. Va ser professor de música eclesiàstica a la Universitat de Rostock des del 1929.

## Biografia
Mattiesen va néixer a Dorpat. El fill d'Emil Karl Johann Mattiesen (1835–1888), redactor en cap i regidor de la ciutat, i d'Emilie (nascuda Strümpell; 1846–1917), filla del filòsof i pedagog Ludwig Strümpell, va assistir a un privat "Kollmann'sche Privat-Lehranstalt", a la seva ciutat natal. Va rebre instrucció musical als 16 anys. Va completar l'escola amb l'Abitur el 1892 al gimnàs de Mitau (avui Jelgava). Va estudiar filosofia, ciències naturals i música, primer a Dorpat, després des de 1893 a la Universitat de Leipzig. Va haver d'interrompre els estudis per malaltia a la tardor de 1894 i va continuar el 1895, primer de nou a Dorpat, i a partir de l'octubre de 1895 de nou a Leipzig, on es va doctorar el 1896, escrivint sobre la crítica filosòfica a l'obra de John Locke i George Berkeley.
Mattiesen va viatjar a Àsia i Amèrica del 1898 al 1903, aprenent diverses llengües asiàtiques i els conceptes bàsics de l'hinduisme i altres religions. Del 1904 al 1908, va estudiar a la Universitat de Cambridge i a Londres. Va escriure el seu primer llibre important, acabat el 1914 però no publicat fins al 1925: Der jenseitige Mensch. Eine Einführung in die Metapsychologie der mystischen Erfahrung (Home del món següent. Introducció a la metapsicologia de l'experiència mística). Quan va tornar a Alemanya el 1908, vivia a Berlín, on es va casar i es va centrar en la música. Va viure a Fürstenfeldbruck, Baviera, durant diversos anys. Va fundar una associació per a la publicació de les seves obres a Múnic el 1921.
El 1925 es va traslladar al poble de Gehlsdorf, ara part de Rostock. Va ser professor de música eclesiàstica a la Facultat de Teologia de la Universitat de Rostock des de 1929. Va ser compositor de Lieder, especialment balades, i de música de cambra i orgue. Les seves composicions van ser publicades per Henri Hinrichsen, per recomanació d'Hugo Wolf, incloent 17 Liederhefte (col·leccions de cançons). Va compondre especialment lieder per la contralt Lula Mysz-Gmeiner, i la va acompanyar en representacions. Aquests lieder incloïen "Selige Sehnsucht" (Feliç anhel), "Die kleine Passion" (La petita passió) i "Philomele". Una revisió a la revista "Die Musik" del febrer de 1914 informa d'un recital en què va estrenar cinc cançons i esmenta el talent del compositor per a temes divertits, com ara "Jedem das seine" sobre d'un poema d'Eduard Mörike.
També va investigar i publicar en el camp de la parapsicologia. Els seus dos llibres principals sobre el terreny, "Der jenseitige Mensch" (publicat el 1925) i "Das persönliche Überleben des Todes: eine Darstellung der Erfahrungsbeweise" (La supervivència personal de la mort: un relat de l'evidència empírica) en tres volums (1936-1939), es van convertir en obres estàndard en alemany. En el seu gran treball "Das persönliche Überleben des Todes", va defensar la hipòtesi de supervivència, enumerant diversos fenòmens que semblen demostrar empíricament que l'ànima viu després de la mort. Els nazis es van oposar al tema, cosa que va provocar que la seva obra es descuidés al principi.
Mattiesen va morir a Rostock de leucèmia poc després del començament de la Segona Guerra Mundial.

## Treballs
Composicions

- 1910 Balladen vom Tode[8]
- 1910 Ballade von der Liebe[8]
- 1920 Sieben Gesänge nach Gedichten von Ricarda Huch[8]
- 1922 Stille Lieder[8]
- 1930 Der Pilger. Ein Liederzyklus[8]
- Glockengießer zu Breslau[8]
- Pidder Lüng[8]
- Lenore after Gottfried August Bürger[8]

Filosofia

- 1897 Sobre la crítica filosòfica a Locke i Berkeley (dissertació)[9]
- 1926 La Kunstkasse a Neukloster. Una història i un atractiu a Mecklenburgische Monatshefte[9]

Parapsicologia

- 1925 L'home de l'altre món. Una introducció a la metapsicologia de l'experiència mística. reeditat sense canvis el 1987 per Walter de Gruyter-Verlag Berlín - Nova York[9]
- 1936–39 Supervivència personal de la mort. Una presentació de les proves de l'experiència (3 vols.). Reeditat el 1961 amb un prefaci de Gebhard Frei, reeditat el 1987 amb un prefaci de Bauer, ambdós Walter de Gruyter-Verlag Berlín - Nova York[9]